# Phyllis McGinley
Phyllis McGinley (Ontario, 21 marzo 1905 – New York, 22 febbraio 1978) è stata una scrittrice statunitense.

## Biografia
Phyllis McGinley fu autrice di nove romanzi per ragazzi e quattordici raccolte di poesia e nel 1961 vinse il Premio Pulitzer per la poesia per la sua raccolta  Times Three: Selected Verse from Three Decades.
Nel 1937 sposò Charles L. Hayden e la coppia ebbe una figlia, Julie Hayden, anch'ella autrice. La sua vita ritirata da casalinga e la sua fede cattolica la resero una scrittrice isolata dal panorama della seconda ondata femminista, tanto da attirarsi le critiche di Sylvia Plath e Betty Friedan.

## Riconoscimenti
- Premio Pulitzer
  - 1961 – Premio Pulitzer per la poesia per Times Three: Selected Verse from Three Decades